# Valff
Valff település Franciaországban, Bas-Rhin megyében. Lakosainak száma 1354 fő (2022. január 1.). Valff Bourgheim, Goxwiller, Niedernai, Westhouse és Zellwiller községekkel határos.

## Népesség
A település népessége az elmúlt években az alábbi módon változott:
| Lakosok száma | 1227 | 1274 | 1311 | 1318 | 1381 | 1397 | 1383 | 1369 | 1354 |
|               | 2013 | 2015 | 2016 | 2017 | 2018 | 2019 | 2020 | 2021 | 2022 |